# Nicole Schneegans
Pour les articles homonymes, voir Schneegans.
 (novembre 2013).
Si vous disposez d'ouvrages ou d'articles de référence ou si vous connaissez des sites web de qualité traitant du thème abordé ici, merci de compléter l'article en donnant les références utiles à sa vérifiabilité et en les liant à la section « Notes et références ».
Nicole Schneegans est un écrivaine française née le 13 janvier 1941 à Randan dans le Puy-de-Dôme.

## Biographie
Nicole Schneegans, née Fabre en 1941, quitte son Auvergne natale pour faire ses études de Lettres à la Sorbonne. Mariée à un jeune architecte alsacien, elle devient bientôt mère de trois enfants tout en enseignant en collège ou lycée. Dans les années 1970, la famille s'installe durablement à Grenoble.
Détachée au CRDP de l'académie de Grenoble, Nicole Schneegans y crée diverses revues pédagogiques : « Lire au Collège » est la plus connue, mais dans la même perspective on trouve : Lire au lycée professionnel, Lire au lycée, Lire et écrire à l'école. Elle est aussi à l'origine de collections d'ouvrages destinés à la formation des enseignants. Agrégée, elle achèvera sa carrière en tant que directrice de l'édition. Avec des professeurs devenus écrivains comme D. Pennac (Comme un roman, 1992), ou écrivains-chercheurs-éditeurs comme C. Poslaniec (Donner le goût de lire, 1990), elle contribue largement à l'ouverture des lectures scolaires et à l'intégration de la littérature de jeunesse dans les programmes officiels (par exemple ceux du collège en 1996).  
C'est parallèlement à son activité professionnelle qu'elle publie régulièrement des livres pour la jeunesse chez divers éditeurs : contes, romans souvent écrits à la première personne. Pour adultes, Impasse du tiroir est paru chez Stock. Sa biographie de Lou Albert-Lasard, artiste peintre allemande connue pour avoir été l'intime de Rilke à l'orée de la première guerre mondiale, a été publiée par Gallimard..

## Sources
Schneegans, Nicole, dans I. Nières-Chevrel et J. Perrot, dir., Dictionnaire du livre de jeunesse, Paris, Éditions du cercle de la librairie, 2013, p. 875-876 (rubrique rédigée par J.-F. Massol).